# Catedral de Bedia

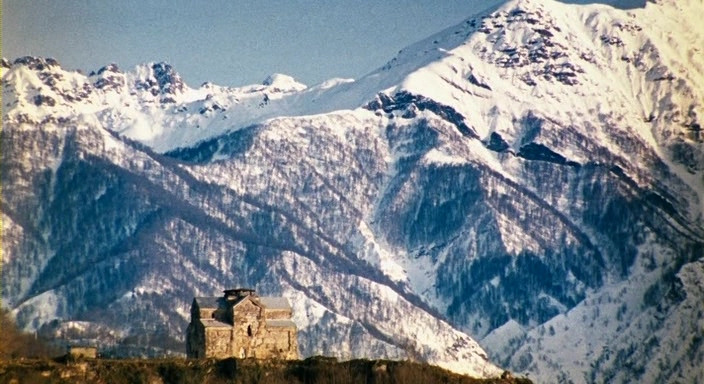
Catedral de Bedia

A catedral de Bedia (em georgiano:  ბედიის მონასტერი) é uma catedral ortodoxa medieval localizada em Bedia, no distrito de Tkvarcheli, na Abecásia (ou município de Ochamchire, de acordo com a subdivisão da Geórgia), uma região disputada na costa do Mar Negro.

## História
A catedral foi originalmente construída no final do século X e foi consagrada em 999 a mando do rei Bagrat II da Abecásia, que se tornaria o primeiro rei da Geórgia como Bagrat III e foi enterrado na igreja na morte. Os edifícios existentes, no entanto, datam dos séculos XIII a XIV e incluem uma igreja cruciforme com uma cúpula, uma torre sineira que repousa sobre o nartex do norte e as ruínas de um antigo palácio. A parede sul da igreja principal contém fragmentos de murais contemporâneos, incluindo retratos de Bagrat II e representantes da nobre família Dadiani da Geórgia. 
Para o catolicismo da Abecásia, Bedia era o centro de uma diocese e a sede de um bispo. No século XVII, os serviços religiosos cessaram, mas foram retomados a partir da segunda metade do século XIX.

## Galeria

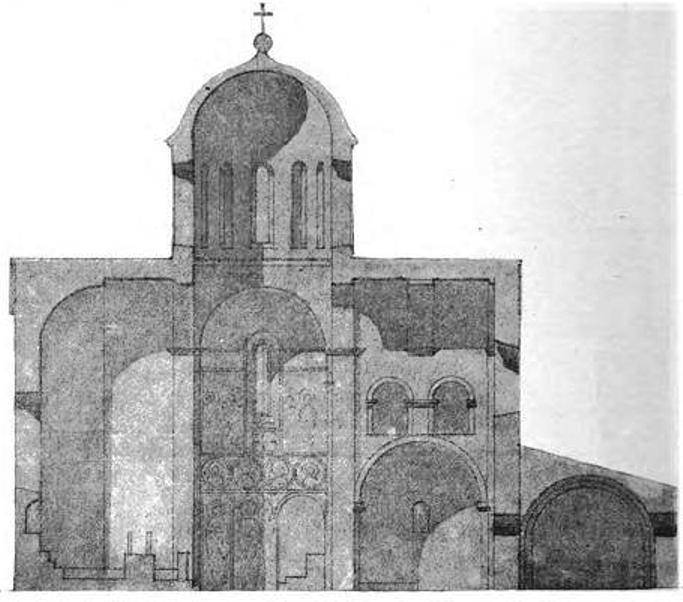
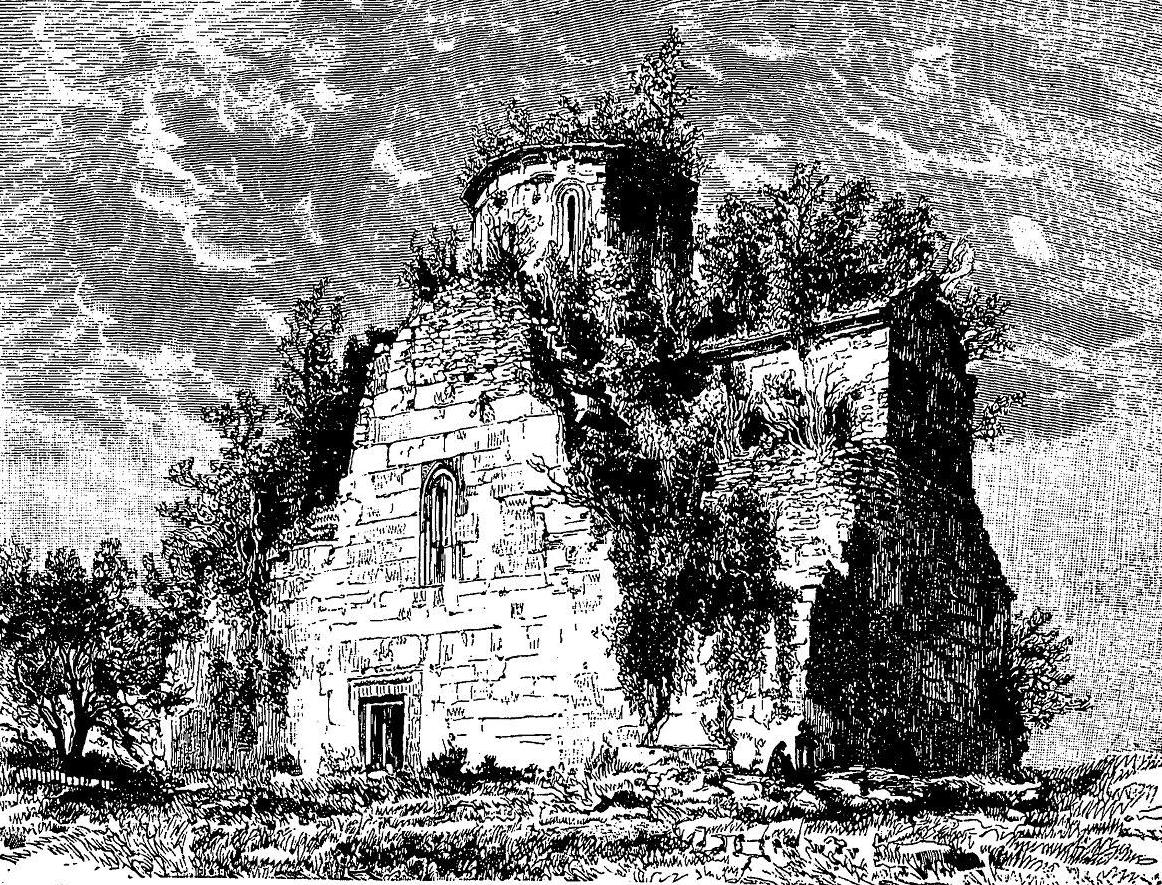
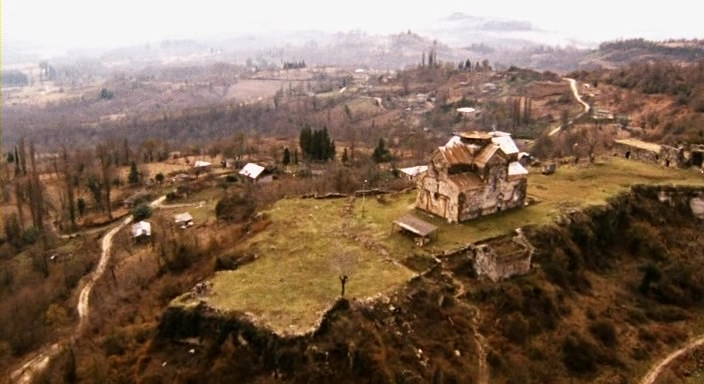